# Inkognito kvartet
Inkognito kvartet je název dívčí vokální pěvecké skupiny, která vznikla v roce 1960 z členek někdejšího Československého státního souboru písní a tanců (její název údajně vznikl proto, že jeho zpěvačky působily mimo tento soubor prý jakoby inkognito). Soubor zpočátku vystupoval hlavně na estrádách, hrál pro vojáky, zpíval velice pestrý repertoár, který se skládal z písní folklórních, černošských, swingových, trampských i kramářských respektive staropražských. Populární titulem byl například song Na Vlachovce, který později dal název někdejšímu velmi úspěšnému televiznímu pořadu tematicky zaměřenému na dechovou a lidovou hudbu.
Od roku 1962 soubor působil jako součást Divadla Paravan, kde působil až do zániku divadla. Postupem doby se začal prosazovat na scéně středního proudu popmusic, začal vystupovat mimo estrádní pódia, nahrával pro Panton i Supraphon, objevovala se v Československém rozhlasu i v televizi. Často vystupoval s orchestrem Karla Duby. Vůdčí postavou celého uskupení se stala žena s bezesporu nejhlubším i velice snadno zapamatovatelným výrazně znělým hlasem v celé oblasti české populární hudby, kontraaltistka Věra Nerušilová společně se sopranistkou Indrou Střítezskou-Vostrou.

## Zakládající členky
- Věra Soudková-Nerušilová, kontraalt - 1961 až 1975
- Indra Střítezská-Vostrá, soprán - 1961 až 1975
- Olga Strnadová-Menšíková, mezzosoprán - 1961 až 1962
- Marie Pokšteflová, alt - 1961 až 1968 (zahynula v Mongolsku při havárii autobusu se skupinou Karla Duby)

## Další členky
- Jana Koubková - 1966 až 1967
- Barbara Tarnovská-Kupšovská - 1973 až 1975
- Zdena Salivarová-Škvorecká - 1962 až 1964
- Marie Sikulová - 1967 až 1973
- Věra Příkazská - 1968 až 1973
- Věra Macourková
- Vlasta Soudková-Cibulová - 1964 až 1966
- Věra Voříšková-Tůmová - 1973 až 1975

## Spolupracující muzikanti
- Sláva Kunst
- Jaroslav Jakoubek
- Mojmír Smékal
- Vladimír Truc
- František Živný

## Spolupracující textaři
- Ivo Fischer
- Zdeněk Nerušil
- Miloň Čepelka
- Jiří Robert Pick
- Pavel Vrba
- Jiří Vitinger

## Diskografie[1]
- 1965 Ze soboty na neděli - Václav Neckář/Nejhezčí Muž - Inkognito Kvartet - Supraphon 013631, SP [2]
- 2001 Kočka ze Záběhlic - Věra Nerušilová a Inkognito kvartet - FR centrum FR 00036-2, LK 0438-2 EAN 8 594046 7444384, CD